# Армілка
Армілка (Rhynchostruthus) — рід горобцеподібних птахів родини в'юркових (Fringillidae). Представники цього роду мешкають на півночі Сомалі, на півдні Аравійського півострова та на Сокотрі.

## Опис
Середня довжина армілок становить 14-15 см, вага 23-39 г. Їм притаманний статевий диморфізм. Самці армілок мають сіро-коричневе забарвлення, обличчя у них темні, щоки білі, дзьоби чорні, на крилах і хвості яскраві жовті плями. Самиці мають тьмяніше забарвлення, молоді птахи поцятковані смужками, характерине забарвлення голови, притаманне дорослим птахам, у них відсутнє. 
Живуть армілки у ваді, порослих деревами і чагарниковими заростями. Харчуються плодами ялівця, акації і молочаю.

## Систематика
Таксономічне положення армілок довгий час було невизначеним. Через великий міцний дзьоб їх вважали родичами азійських кострогризів, зокрема коструб (Mycerobas). Молекулярно-генетичне дослідження, проведене в 2012 році показало, що найближчим родичем армілок насправді є блідий снігар (Rhodospiza).

## Види
Виділяють три види:
- Армілка золотокрила (Rhynchostruthus socotranus)
- Армілка єменська (Rhynchostruthus percivali)
- Армілка сомалійська (Rhynchostruthus louisae)

## Етимологія
Наукова назва роду Rhynchostruthus походить від сполучення слів дав.-гр. ῥυγχος — дзьоб і дав.-гр. στρουθος — горобець